# 単独初飛行
単独初飛行（たんどくはつひこう 英語：First solo flight）は、飛行訓練を始めたばかりの訓練生が飛行機を一人で離陸させ、短時間の飛行を行った後、安全に着陸させる行為を指し、ファースト・ソロ、ソロフライト、ソロイングとも称される。教官の指示無しに自分自身で状況判断を行い、安全に飛行させる技量と判断力が求められる。

## 必要要件
国により基準は異なるが、訓練生が単独初飛行する前に必要最低限の訓練時間を修了していることが条件として定められている場合がある。多くの国では航空法の基礎的な理解があり、通常の操縦や離陸時・飛行中・着陸時のエンジントラブルに対する緊急時の訓練を受けていることが前提となっている。
アメリカでは、殆どの航空機に付いて連邦航空局（FAA）による単独初飛行要件に関する最低時間数の規定が設定されていないが、連邦航空法 FAR Part 61 SFAR 73 Section 2 によれば、ロビンソン・ヘリコプターによる単独初飛行には最低でも20時間の飛行時間が必要であることが明記されている。このほか、連邦航空法では訓練生が失速からの回復動作や、フォワードスリップなどを含むいくつかのスキル能力が必須であると明記されている。これらの要件を満たした上で最終的な判断は訓練生を担当する飛行教官（Certificated Flight Instructor, CFI）によって決定される。一般的に快晴で無風など好条件な天候の下で単独初飛行が行われる。航空機の操縦感覚を養うまでには10時間から30時間の飛行時間が必要となり、自家用操縦士の免許を所得するには最低でも40時間の総飛行時間が必要となる。

## 単独初飛行
訓練生に単独飛行する許可が与えられた場合、教官は訓練生にトラフィックパターン内で3回飛行するよう指示を出し、それぞれがフルストップの着陸を伴う。最初の一回目は担当教官が、最終進入（ファイナルレグ）と着陸に細心の注意を払いながら地上から訓練生の行動を監督する。また、訓練生がアドバイスを必要とする場合に備え、教官はトランシーバーを用いて地上から訓練生と交信を行う。

## 伝統儀式

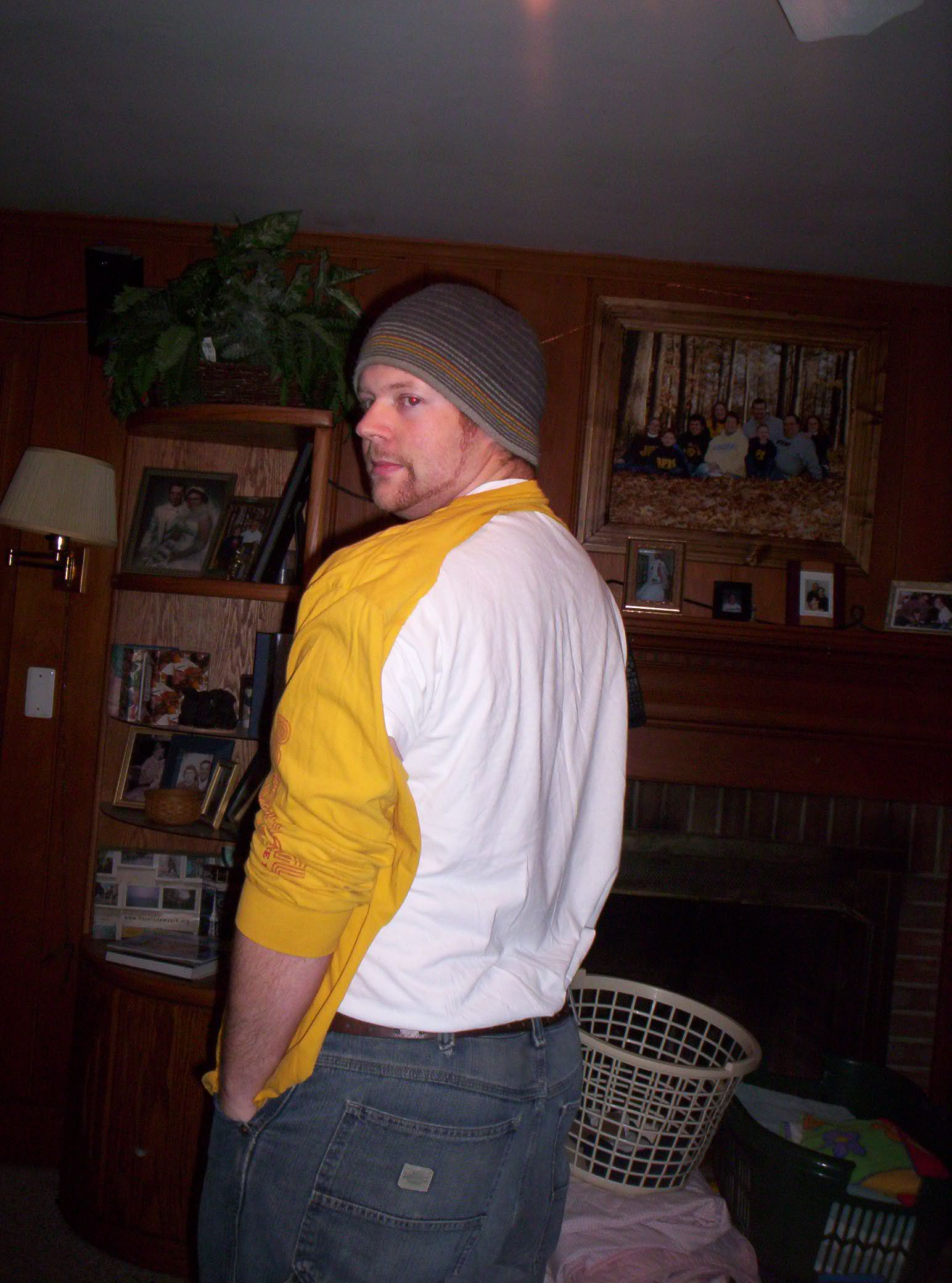
単独初飛行後、黄色のTシャツを切られた訓練生

アメリカでは単独初飛行の後に訓練生を水で濡らす、またはTシャツの背中を切り取り保存するなどいくつかの通過儀礼が発達した。単独初飛行に成功した訓練生のシャツの背中部分を切り落とす行為は、黎明期の飛行訓練が名残となっている。昔の飛行訓練は前後複座型の航空機で訓練が行われており、前席に訓練生が座り、後席に教官が座っていた。無線機が搭載されていない時代であり、教官は訓練生のシャツの裾を引っ張って注意を引き、耳元で大声で話すことが常であった。単独初飛行の成功は、教官が居なくても飛行できることを示すお墨付きであり、シャツの裾はもはや必要ではなくなったことで教官によって切り落とされ、時にトロフィーとして飾られることとなった。
イギリス連邦諸国では、単独初飛行の後、訓練生を水の入ったバケツでびしょ濡れにする伝統が一般的に行われており、他国ではお祝いの意味を込め尻を皆で蹴り上げる（訓練中に教官から蹴られた名残）といった行為も行われている。